# NIPPONIA HOTEL 大洲 城下町
NIPPONIA HOTEL 大洲 城下町（にっぽにあ ほてる おおず じょうかまち）は、愛媛県大洲市にある分散型ホテルである。

## 概要
大洲市は明治・大正期の町家や古民家などの歴史的建造物が多く残っているが、所有者の高齢化や建物の老朽化などによる取り壊しで景観の維持が懸念されていた。市は古民家などを活用した観光街づくりを目指して、2018年4月に伊予銀行・バリューマネジメント・一般社団法人ノオトなどと古民家等を活用した観光街づくりに関する連携協定を締結。
この取り組みの一環として古民家を活用した分散型ホテルが計画され、2020年7月に全8棟11室で「NIPPONIA HOTEL 大洲 城下町」が開業した。第1期工事として精蝋業で成功し、旧大洲銀行（現：伊予銀行）を設立し頭取を務めた村上長次郎が江戸後期に建てた邸宅や、昭和初期に建てられた料亭いずみや別館がリノベーションされた。
2021年8月には古民家8棟を改修し、宿泊施設9室を増床。第2期工事として江戸時代～明治時代に建てられた長屋群・土蔵群をリノベーションされた。
2023年7月には26棟31室と分散型の宿泊施設として国内最大級の規模となった。
古民家等の改修・賃貸・管理は、大洲市の地域DMOのキタ・マネジメントの出資により設立された株式会社KITAが行っている。同社は所有者から物件を購入または賃借（10～15年）し改修後に運営を行うバリューマネジメントに賃貸している。

## 特色
アメニティにはかつて養蚕が盛んだった歴史に着目して、大洲産の繭を原料としたコスメが採用されており、他にも大洲和紙、和ろうそく、砥部焼など、大洲藩の時代から歴史を持つ特産品が、しつらえやもてなしに取り入れられている。

## アクセス
- 松山自動車道大洲肱南インターチェンジより車で約10分。
- 伊予大洲駅より車で約6分（送迎有り）。